# Tigre de Champawat

O caçador Jim Corbett posa ao lado do animal morto

O Tigre de Champawat foi uma lendária fêmea de tigre-de-bengala responsável pela morte comprovada de 436 pessoas (muitas das quais devoradas) na região indiana de Kumaon (no estado de Uttarakhand) e na fronteira entre a Índia e o Nepal durante o final do século XIX e início do século XX. Ela foi caçada e morta em 1907 pelo caçador britânico Jim Corbett.

## História
Após ter matado 200 pessoas no Nepal, a tigresa passou a ser caçada pelo exército nepalês, migrando para a região do Rio Sārda, atravessando a fronteira indiana até chegar ao distrito de Kumaon. Ali continuou sua caçada humana, vitimando mais 236 pessoas. Todos os seus ataques seriam feitos durante a luz do dia e as tentativas de caçá-la eram infrutíferas, por conta da agilidade e ousadia do animal. Ela percorria regiões ermas de estradas e aterrorizava os moradores dos povoados do distrito de Kumaon com seus rugidos. No ano de 1907, a tigresa matou uma jovem de 16 anos na vila de Champawat. Nesse mesmo dia, o caçador Jim Corbett a matou com um tiro de espingarda após um longo cerco que envolveu os 300 moradores da vila.